# Candidatura de Paris para os Jogos Olímpicos de Verão de 2024
A candidatura da cidade de Paris a sede dos Jogos Olímpicos e Paraolímpicos de Verão de 2024 foi anunciada oficialmente em 13 de abril de 2015 pelo Comitê Olímpico Internacional. Outras quatro cidades de três continentes se candidataram.
A cidade já foi sede dos Jogos Olímpicos de 1900 e de 1924, e também perdeu a disputa em 1992,2008 e 2012..
Paris prevê gastar cerca de €$ 60 milhões na candidatura. Se escolhida como sede, deverá investir aproximadamente €$ 6,2 bilhões nos preparativos para o evento. 